# 颈鞘箭竹
颈鞘箭竹（学名：Fargesia collaris）为禾本科箭竹属下的一个种。

## 扩展阅读
- 維基物種上的相關：颈鞘箭竹